# Dasumia
Dasumia es un género de arañas araneomorfas de la familia Dysderidae. Se encuentra en Europa y Oriente Próximo.

## Lista de especies
Según The World Spider Catalog 12.0:
- Dasumia amoena (Kulczynski, 1897)
- Dasumia canestrinii (L. Koch, 1876)
- Dasumia carpatica (Kulczynski, 1882)
- Dasumia cephalleniae Brignoli, 1976
- Dasumia chyzeri (Kulczynski, 1906)
- Dasumia crassipalpis (Simon, 1882)
- Dasumia diomedea Caporiacco, 1947
- Dasumia gasparoi Kunt, Özkütük & Elverici, 2011
- Dasumia kusceri (Kratochvíl, 1935)
- Dasumia laevigata (Thorell, 1873)
- Dasumia mariandyna Brignoli, 1979
- Dasumia nativitatis Brignoli, 1974
- Dasumia sancticedri Brignoli, 1978
- Dasumia taeniifera Thorell, 1875